# Улица Якова Гнездовского
Улица Якова Гнездовского (до 2022 года — Магнитогорская улица) (укр. Вулиця Якова Гніздовського) — улица в Деснянском районе города Киева. Пролегает от проспекта Леонида Каденюка при примыкании улицы Гетмана Павла Полуботка до переулка Гната Хоткевича, исторически сложившаяся местности (районы) Соцгород.
Примыкают улица Уинстона Черчилля, переулок Херсонский.

## История
Новая улица № 802 возникла в 1950-е годы.
29 декабря 1953 года Новая улица № 802 в Дарницком районе переименована на Магнитогорская улица — в честь города Магнитогорск, согласно Решению исполнительного комитета Киевского городского совета депутатов трудящихся № 2610 «Про наименование городских улиц» («Про найменування міських вулиць»).
В процессе дерусификации городских объектов, 10 ноября 2022 года улица получила современное название — в честь американский художник украинского происхождения Гнездовский, Яков Яковлевич

## Застройка
Улица пролегает в юго-восточном направлении параллельно улице Гната Хоткевича.
Парная и непарная сторона улицы заняты нежилой застройкой — территориями промышленных предприятий, кроме начала (до примыкания Красноткацкой) парной стороны — парк ДШК. При примыкании Херсонского (Магнитогорского) переулка на непарной стороне расположен сквер Киевхимволокно и памятник работникам завода Киевхимволокно, погибшим в годы Великой Отечественной войны.
Учреждения:
1. дом № 1 — предприятие «Киевхимволокно», издательско-полиграфический комплекс «Новий друк»
2. дом № 1А — музей трудовой славы Дарницкого шелкового комбината — Арт-завод Платформа — бывший «Дарницкий шелковый комбинат»
3. дом № 16 — украинский государственный научно-технический и проектный институт промышленных технологий «Укрпромтехнология»